# Norbanus spinosiclava
Norbanus spinosiclava är en stekelart som först beskrevs av Girault och Alan Parkhurst Dodd 1915.  Norbanus spinosiclava ingår i släktet Norbanus och familjen puppglanssteklar. Inga underarter finns listade i Catalogue of Life.